# Миколай Шелер
Миколай Шелер або Шілер (лат. Nicolaus Scheler або Schiler, пол. Mikołaj Szeler)  — львівський міщанин, лавник (1419—1424) райця (1424—1435) та бурмистр міста (1425).

## Походження
Рід Шелерів був одним з найдавніших у середньовічному Львові. Перший відомий представник цього роду, Миколай Шілер (ймовірно, дід Миколая Шілера — бурмистра) був райцею у 1388—1389 рр. Сілезці за походженням, Шілери перебралися до Львова за часів Владислава Опольчика, щоб займатися торгівлею. На початку XIV ст. до міського громадянства були прийняті Петро Шілер з сілезької Свідниці та Ґеорґ Шілер з Кракова. Останній був міським райцею в 1403—1407 рр.

## Відомі представники роду Шелерів— Ганелів
Львівські Шелери з часом перейшли на прізвище Ганель, від імені Яна (Ганеля — нім. Hanel) Шелера. Представники роду Шелерів — Ганелів брали участь в міських органах влади Львова понад 200 років, від 1388 до 1589 року, коли помер Шимон Ганель, член ради 40 мужів.
- Миколай Шелер — райця (1388—1389)
- Ґеорґ Шелер — райця (1403—1407)
- Миколай Шелер — райця (1424—1435), бурмистр (1425)
- Бернард Шелер — лавник (1425)
- Ян (Ганель) Шелер — батько Бартоломея
- Бартоломей Ганель (ст.) — лавник (1474—1477), райця (1477—1492), одружився з Урсулою, донькою Миколая Микулки
- Міхаель Ганель — син Бартоломея Ганеля (ст.), студент Юрія Дрогобича[1], доктор медицини та вільних наук, придворний лікар угорського короля Владислава II Ягеллончика, нобілітований в 1506
- Мартин та Бартоломей — сини Бартоломея Ганеля (ст.)
- Софія, донька Бертоломея, дружина Станіслава Вільчека
- Мартин Ганель — лавник (1526—1531), райця (1531—1550)
- Мартин Ганель — різник, член Колегії Сорока мужів (1579)
- Шимон Ганель — член Колегії Сорока мужів (1579—1589)
- Станіслав Ганель - львівський патрицій XVII ст.; його дружина Зофія Ганель - фундаторка першого костелу єзуїтів у Львові,[2] та колегіуму єзуїтів.[3]